# Pallamano Conversano
Ne pas confondre avec le club de handball féminin d'Indeco Conversano.
Le Pallamano Conversano est un club de handball situé à Conversano en Italie.

## Palmarès
- Championnat d'Italie (7) : 2003, 2004, 2006, 2010, 2011, 2021, 2022.
- Coupe d'Italie (6) :  2003, 2006, 2009, 2010, 2011 et 2021.
- Supercoupe d'Italie (6) :  2007, 2010, 2012, 2020, 2021, 2022.

## Personnalités liées au club
Parmi les personnalités liées au club, on trouve :
- / Rafael Capote : joueur de 2008 à 2009
- Lino Červar : entraîneur de 2002 à 2004
- Jan Filip : joueur de 1999 à 2000
- Guðmundur Hrafnkelsson : gardien de but de 2001 à 2003
- Petru Pop : joueur de 2003 à 2004 et de 2005 à 2006
- Pierre Thorsson : joueur de 2001 à 2003
- Igor Vori : joueur de 2002 à 2003